# 찬희
찬희(본명: 강찬희, 2000년 1월 17일 ~ )는 대한민국의 보이 그룹 SF9의 서브래퍼, 메인댄서를 맡고 있다.

## 학력
- 대전둔원초등학교 (졸업)
- 상현중학교 (졸업)
- 서울공연예술고등학교 연기예술과 (졸업)

## 연기 활동

### 드라마
- 2011년 MBC 주말드라마 《내 마음이 들리니》 - 어린 차동주 역 (김재원 아역)[1]
- 2011년 채널A 주말드라마 《천상의 화원 곰배령》 - 신승우 역[1]
- 2012년 SBS 드라마스페셜 《아름다운 그대에게》 - 어린 강태준 역 (민호 아역)[1]
- 2012년 KBS2 수목드라마 《세상 어디에도 없는 착한남자》 - 어린 강마루 역 (송중기 아역)[1]
- 2013년 MBC 수목드라마 《여왕의 교실》 - 김도진 역
- 2015년 MBC 월화드라마 《화정》 - 어린 자경 역 (공명 아역)[1]
- 2016년 tvN 금토드라마 《시그널》 - 박선우 역
- 2018년  태국 일일시트콤《Coffee house 4.0》 - 특별출연 (휘영과 동반출연)
- 2018년 ~ 2019년 JTBC 금토드라마 《SKY 캐슬》 - 황우주 역
- 2019년 밤부네트워크 웹드라마 《네 맛대로 하는 연애》 - 윤단 역
- 2020년 KBS2 주말드라마 《한 번 다녀왔습니다》 - 최지원 역 (특별출연)
- 2020년 tvN 수목드라마 《여신강림》 - 정세연 역 (특별출연)
- 2021년 Seezn, SKY 《가시리잇고》 - 박연 역
- 2021년 KBS2 금요드라마 《이미테이션》 - 이은조 역
- 2021년 카카오TV 수토드라마 《징크스》 - 이규한 역
- 2022년 웹드라마 《미라클》 - 루이스 역
- 2022년 tvN 주말드라마 《슈룹》 - 의성군 역
- 2025년 TVING 오리지널 드라마 《춘화연애담》 - 이장원 역

### 영화
- 2016년 《굿바이 싱글》 - 현빈 역
- 2017년 《임금님의 사건수첩》 - 어린 예종 역 (이선균 아역)
- 2019년 《창간호》 - 현준 역
- 2021년 《썰》 - 정석 역
- 2021년 《화이트데이: 부서진 결계》 - 이희민 역
- 2023년 《당신의 모든 것》 - 서준 역
- 2024년 《메소드 연기》 - 정태민 역
- 2025년 《귀신들》 - 범수 역

## 그 외 활동

### TV 프로그램
- 2007년 SBS 《놀라운 대회 스타킹》 - 게스트 (2007년 4월 14일 방송분 출연[2])
- 2010년 SBS 《놀라운 대회 스타킹》 - 게스트 (2010년 3월 13일 방송분 출연[2])
- 2013년 KBS2 《불후의 명곡 전설을 노래하다》 - 게스트 (2013년 3월 9일 방송분 출연[3])
- 2019년 올리브 《모두의 주방》- 게스트 (2019년 2월 24일 방송분 출연)
- 2019년 MBC 《쇼 음악중심》 - MC (2019년 2월 16일 ~ 2021년 7월 17일)
- 2021년 MBC 《황금어장 라디오스타》 - 게스트 (2021년 1월 13일 방송분 출연)
- 2021년 티빙 《환승연애》 - 게스트 (8월 13일 방송분 출연)
- 2024년 티빙 《환승연애 3》 - 게스트 (1월 5일, 1월 12일 방송분 출연)

### 뮤직비디오
- 안녕바다 - 별빛이 내린다

### 광고
- 엘림에듀
- 우리밀사랑 캠페인
- 옥션
- 한국P&G 섬유유연제 다우니
- 또래오래 콘듀치킨 CF
- 하이트진로 진로

## 수상 및 후보
| 연도 | 시상식             | 부문                 | 작품     | 결과 |
| ---- | ------------------ | -------------------- | -------- | ---- |
| 2019 | 제14회 숨피 어워즈 | 최고의 아이돌 배우상 | SKY 캐슬 | 후보 |

## 친구
- 차은우
- 문빈